# Vitzen
Vitzen, auch Vitzenburg, von Wi(e)tzke (Wi(e)tzki, Wi(e)cki, Wi(e)tcki, Wi(e)tecki) ist ein deutsches Adelsgeschlecht aus Sachsen-Anhalt, das später auch zum schwedischen Adel, polnischen Ritteradel und preußischen Adel gehörte. Ursprünglich stammt es von Schloss Vitzenburg.

## Ursprung in Deutschland
Die Angehörigen des weit verzweigten Adelsgeschlechts waren in rein männlicher Linie, höchstwahrscheinlich schon vor dem Jahr 1100, adlige Burgherren auf Schloss Vitzenburg und benannten sich in den ersten drei Generationen nach der Burg. Ritter Vizo von Vizenburg (vor 1050–1108) soll der Sohn von Heinrich III. († um 1080) Graf an der Pegnitz und von Weißenburg (Wizenburc, Wicenburch) aus dem Hause Schweinfurt (Adelsgeschlecht) gewesen sein, das wiederum auf das Adelsgeschlecht der Luitpoldinger zurückgeht. Zur zweiten Generation gehört Ritter Iggoldus von Witz(k)enburg (vor 1162 – nach 1174) und zur dritten Ritter Odeschalcus von Vitzenburg (vor 1194 – nach 1207).
Auf der Vitzenburg wird das gleichnamige ritterliche Geschlecht „von Vitzenburg“ im 11. und 12. Jahrhundert erwähnt. Später ging das Adelsgeschlecht nach Vietzen und schließlich nach Pommern.
Nach dem Verlust der Stammburg entwickelte sich der Nachname und das weit verzweigte Adelsgeschlecht nannte sich in den nächsten Generationen von Vi(e)tzen, von Wi(e)tzke (Wi(e)tzki, Wi(e)cki, Wi(e)tcki, Wi(e)tecki).

## In Pommern und auf Rügen

### Linie Ritter Johannes von Witz(k)enburg (Wicenborch)
Er war am Hof des Herzogs Sambor II. von Pommern in Tczew (deutsch Dirschau) Baron und Ritter (seine Nachkommen waren Ritter, Grafen, Burg- und Pfalzgrafen, u. a. Adam von Witzke, um 1295 – Ritter, Graf und Burggraf von Dirschau).

### Linie Ritter Heinrich von Vitzen(burg)
Die Geschichte des Ritterguts Vitzen in Pommern bei Danzig (1245 Vitzcen, 1305 Vitzen und Vitzken, ab 1570 Stary Wietc und Nowy Wietc und ab 1772 Alt-Fietz und Neu-Fietz) ist aufs engste mit der Geschichte ihrer Besitzer der Familie von Vitzen, der späteren von Wie(t)cki, verknüpft.
In Pommern treten sie in männlicher Line mit dem Gründer und Namensgeber des Ritterguts Vitzen (Stary Wiec und Nowy Wiec), dem Ritter und Ratsherr des Herzogs Sambor II. von Pommern, der seine Residenz in Dirschau hatte, Heinrich von Vitzen(burg), erw. 1245 – 1270  (Miles Hinricus de Vitzcen), 1245 urkundlich erstmalig auf.
Sein Sohn und seine Enkel wanderten nach Rügen aus. Mehrere von Vitzen lebten in der Zeit von ca. 1280 – 1500 auf Rügen und waren dort Eigentümer u. a. folgender Orte: Stedar, Zirzewitz, Ruddevitz, Hof Witzke bei Bergen (heute nördlicher Teil von Bergen – Hauptstadt von Rügen).
Aus Rügen stammte in der Hauptlinie auch Vicke (Vicko, Witko) IV. von Vitzen (ca. 1320 auf Rügen – 24. Februar 1389 in Schweden – Grabstein in der Kirche in Skänninge), er war seit ca. 1364 schwedischer Adliger, Ritter, Reichsrat, Burggraf von Schloss Kalmar und einer der wichtigsten Berater von Albrecht III. König von Schweden, außerdem sehr reich und mächtig in Schweden.

## In Schweden und in Dänemark

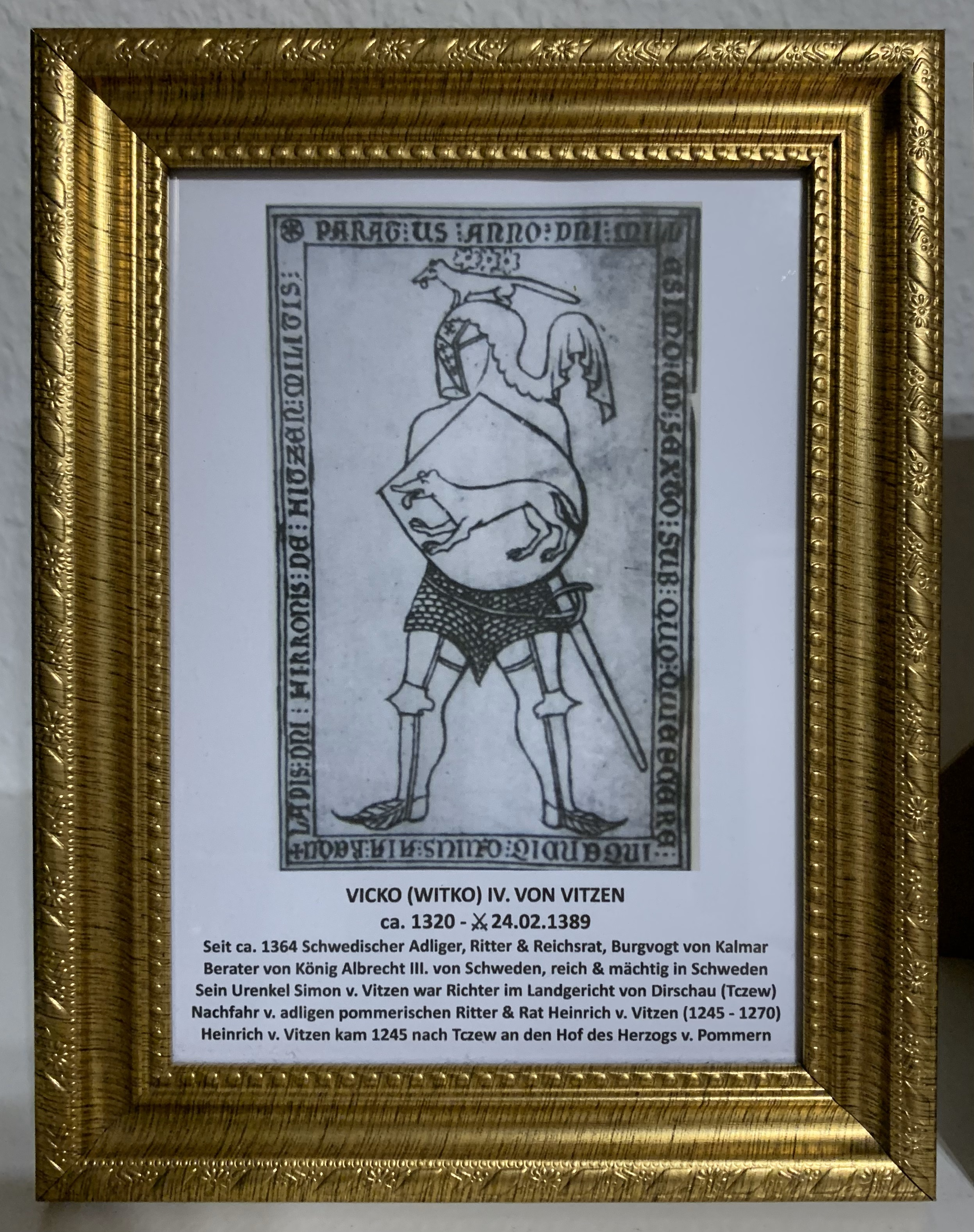
Vicke IV. von Vitzen (1320–1389)

Die von Vitzen kamen um 1364 mit Albrecht III. Herzog von Mecklenburg, der zum König von Schweden gewählt wurde, nach Schweden. Die nordischen schwedischen und dänischen von Vitzen sind zu bedeutenden Stellungen und großem Besitz gelangt, u. a. die schwedischen Ritter und Reichsräte: Hermann von Vitzen, der z. T. als Vertreter des Königs auftrat und Ritter Vicke von Vitzen IV. einer der wichtigsten Berater des Königs, er gehörte zum Schwedischen Adel, zum Schwedischen Reichsrat und wurde einer der mächtigsten und reichsten Männer Schwedens, er war jahrelang Burggraf von Schloss Kalmar. Vicke von Vitzen IV. starb in der Schlacht zwischen Schweden und Dänemark am 24. Februar 1389, sein Grabstein befindet sich bis heute in der Kirche in Skänninge in Schweden. Seine Söhne (unter anderem sein Sohn Hermann III. von Vitzen verheiratet mit Elisabeth von Putbus, aus dem Adelsgeschlecht der Fürsten von Rügen) verkauften ihren großen Besitz an die Königin von Dänemark und gingen nach Dänemark, Rügen und Pommern zurück. Die Linie von seinem Enkel, dem schwedischen Ritter, Burggraf von Burg Raseborg, schwedischen Königlichen Rat und Großgrundbesitzer in Östergotland Thomas von Vitzen (ca. 1380 – 1416 in Schweden – Grabstein im Kloster in Vadstena) blieb, aber dauerhaft in Schweden. Somit wurde der Adlige Thomas von Vitzen ein Vorfahr des Schwedischen und Polnischen Königshauses Wasa (s. Stammbaum des Königshauses Wasa).
Ritter Vicke von Vitzen der Jüngere (Neffe des Älteren) wurde als Zeuge im Friedensvertrag zwischen Albrecht III. König von Schweden und Margarethe I. Herrscherin von Dänemark erwähnt.
Die Abstammung der von Vitzen u. a. vom Dänischen König Gorm den Alten und anderen europäischen Königshäusern führt über die Linie von Elisabeth von Putbus (aus dem Adelsgeschlecht der Fürsten von Rügen) verheiratet um 1397 mit Ritter Hermann III. von Vitzen (sie werden im Buch der Nachkommen Gorms des Alten (König von Dänemark) genannt).
In der Stammtafel zu Putbus (von Victor Loebe von 1895) ist Elisabeth von Putbus mit ihrem Ehemann Hermann von Vitzen mit der Nr. 41 eindeutig erwähnt.
Elisabeth von Putbus war die Tochter von Ritter Borante V. von Putbus (er besaß Güter bei Vilmnitz) und die Enkeltochter von Henning II. von Putbus (Ministerpräsident von Dänemark), der in der Klosterkirche in Sorø in Dänemark neben dem König Waldemar IV. beigesetzt wurde. Die gesamte Stammtafel zu Putbus ist im Museum im Jagdschloss Granitz auf Rügen ausgestellt inkl. Elisabeth von Putbus und ihrem Ehemann Ritter Hermann von Vitzen.

## In Polen und in Preußen

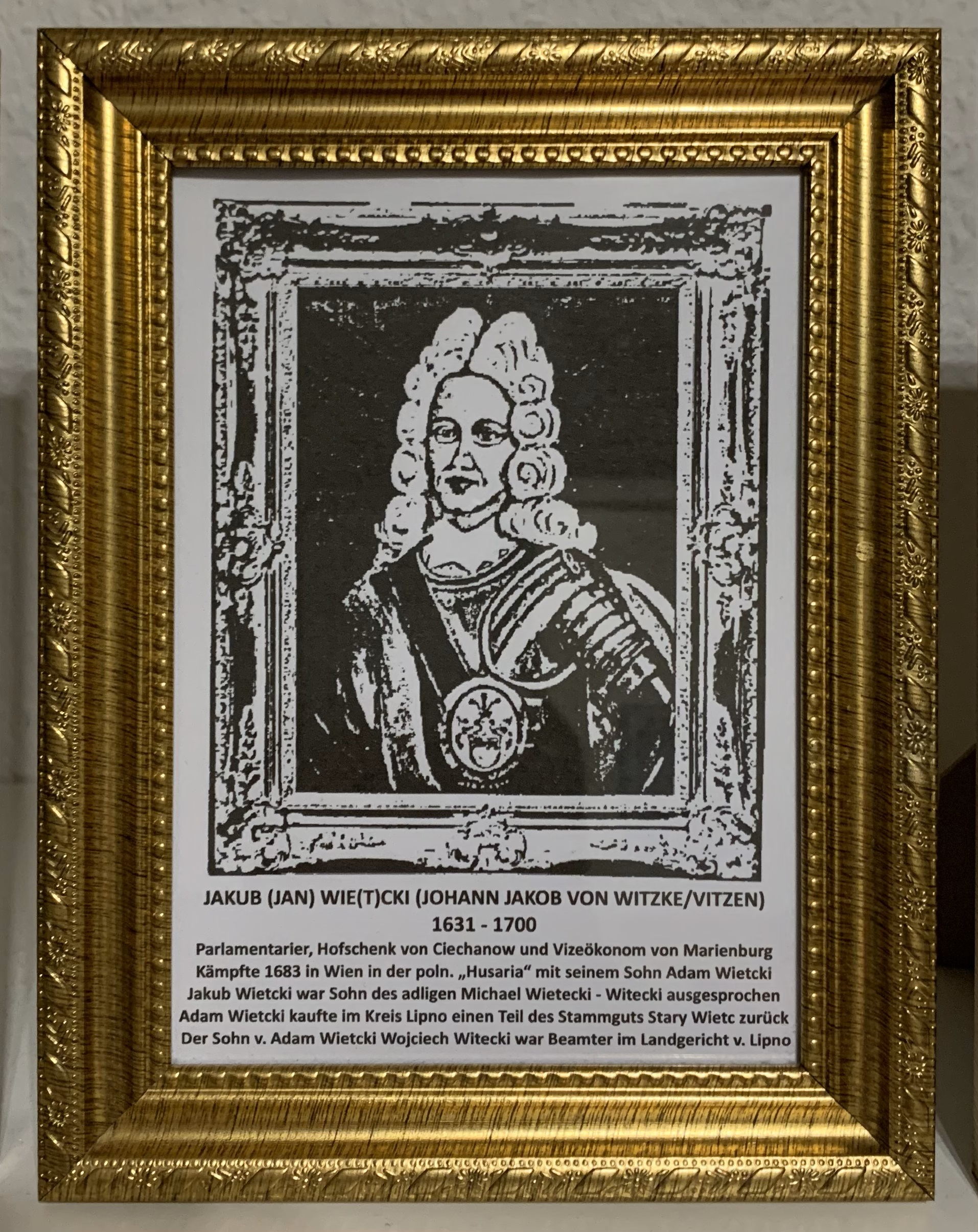
Jan Jakub Wietcki (1631–1700)

Der gemeinsame Sohn von Hermann III. von Vitzen und Elisabeth von Putbus Simon von Vitzen setzt die Stammlinie auf Vitzen fort, er war 1440 Richter im Gericht von Dirschau in Pommern und Ritter des Deutschen Ordens, sein Sohn und Enkel wiederum kämpften für den polnischen König gegen den Deutschen Ritterorden.
Aufgrund der verlorenen Schlacht des Deutschen Ritterordens gegen Polen bei Tannenberg (polnisch Grunwald) im Jahr 1410, des Verlustes an Territorium und Bedeutung und aufgrund der zahlreichen erhaltenen Privilegien vom Polnischen König, polonisierte sich der deutsche Adel im Laufe der Zeit.
Der polnische König Kasimir IV. zeichnete in oder nach dem dreizehnjährigen Krieg (1453–1466) verdiente Mitkämpfer mit Sternen im Wappen aus.
Als Beweis dafür hat sich eine Urkunde erhalten, die nur sechs Tage nach dem Zweiten Frieden von Thorn am 25. Oktober 1466 in Danzig ausgestellt wurde. Diese Urkunde bzw. Lehnserneuerung für Alt- und Neu-Fietz wurde für Ritter Albrecht von Vitzen und seinen Sohn Ritter Witko VI. von Vitzen vom König Kazimierz IV. von Polen, also am 25. Oktober 1466 ausgestellt, in der er die treuen Dienste beider Ritter bestätigt. Es heißt darin unter anderem wörtlich:

„Nos Casimirus, dei gracia rex Polonie, magnus dux Lithuvie, Russie, Prussie…Albrechtus de Witzke, filius pie memorie Simonis, et Witko, filius suss…privilegia…“

Die verschiedenen Schreibweisen des Nachnamens, die sich seit dem 12. Jahrhundert gebildet haben:

Die Schreibweise des Nachnamens dieses Adelsgeschlechts wurde im Laufe der Jahrhunderte in Pommern (später in Preußen) stark durch die polnische, deutsche und lateinische Sprache beeinflusst. Somit entstanden im Laufe der Zeit verschiedene Schreibweisen dieses Nachnamens, die aber alle phonetisch ähnlich oder sogar fast identisch geblieben sind.

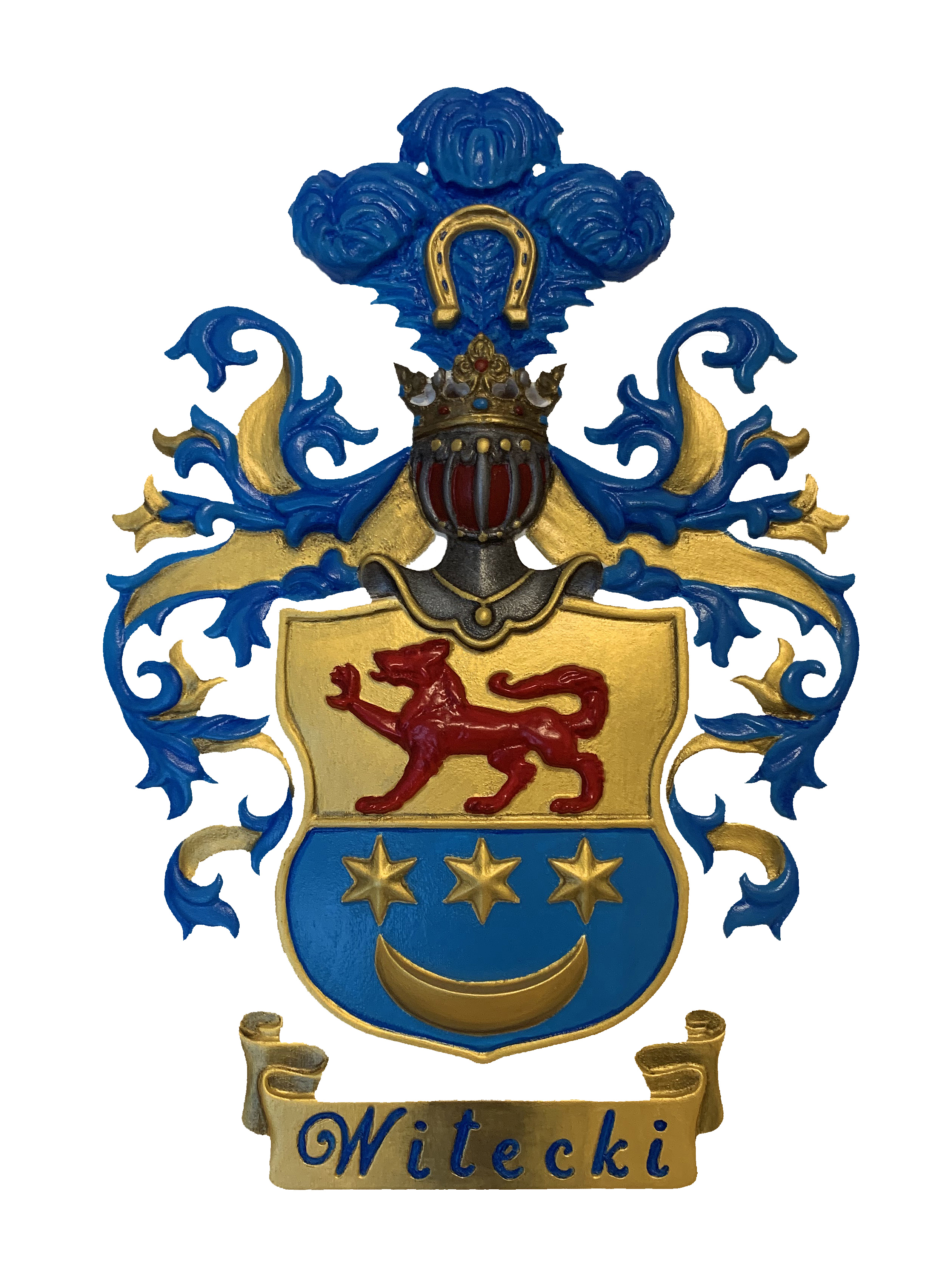
Adelswappen von Vitzen / Wi(e)tecki

Da das Königliche Preußen zu Polen gehörte entstanden ab 1569 (in Zusammenhang mit der Union von Lublin) einige polnische adlige Varianten des deutschen adligen Nachnamens von Witzke (ursprünglich von Vitzen(burg)):
Wietzki, Witzki, Wietcki, Wiecki, Wicki, Witcki, Widzki, Witsken, Wieteski, Wietecki, Witecki
verbreiteten sich und fanden Eingang in Geschichtsbücher, Adelslexika, literarische Abhandlungen, Kirchenbücher und Notariatsakte.
Das Rittergut Vitzen, später Witzke – Polnische Varianten:
- (Rittergut + adlige Endung -cki – ist ein Adelsprädikat und entspricht dem deutschen „von“)
- Rittergut Wietz – Nachname Wietzki
- Rittergut Wietc – Nachname Wietcki
- Rittergut Wietec – Nachname Wietecki
- Rittergut Wiec – Nachname Wiecki

Polnische Varianten des adligen und ursprünglichen Nachnamens von Witzke auf Stary Wietc und Nowy Wietc, ab 1570 laut dem Steuerregister von Preußen (Taryfy Podatkowe):
1. Paul Wietzki (1570)
2. Mathias Wietzki (1570) und sein Bruder Lorenz Wietzki (1570)
3. Christopherus Wietzki (1570) und sein Bruder Sebastian Wietzki (1570)
4. Michael Wietecki (Witecki ausgesprochen, 1648)
5. Johann Jakob (Jan Jakub) Wietcki (1682)
6. Adam Wietcki (1682 und 1710) und sein Bruder Stanislaus Wietcki (1682 und 1710)
7. Johann Wietcki (1710) und sein Cousin Peter Wietcki (1682, Sohn von Stanislaus)

Es folgten somit in den nächsten Generationen: der Adlige Michael Witko Wietecki (* ca. 1601, † vor 1682) auf Stary Wietc und Nowy Wietc, kämpfte in einem Reiteraufgebot im Osmanisch-Polnischen Krieg 1620–1621, sein Sohn der Adlige Jan Jakub (Johann Jakob) Wietcki / von Witzke (1631–1700) Parlamentarier, Hofschenk von Ciechanów und Vizeökonom von Marienburg (bei der Belagerung Wiens 1683 kämpfte er in Wien in der polnischen „Husaria“ mit seinem Sohn Adam Wietcki (1661–1721), dem Adligen und Husarenkapitän, der als Trophäe einen türkischen Krummsäbel eroberte), und der Sohn von Adam Wietcki, der Adlige Wojciech (Albrecht / Adalbert) Witecki (von Wiecki / Wietcki), * ca. 1690 in Nowy Wietc, † 2. Mai 1769 in Lipno – Adliger mit Beamtenposition / Gerichtsschreiber im Grodgericht von Lębork (erw. 1722) und im Landgericht von Lipno.

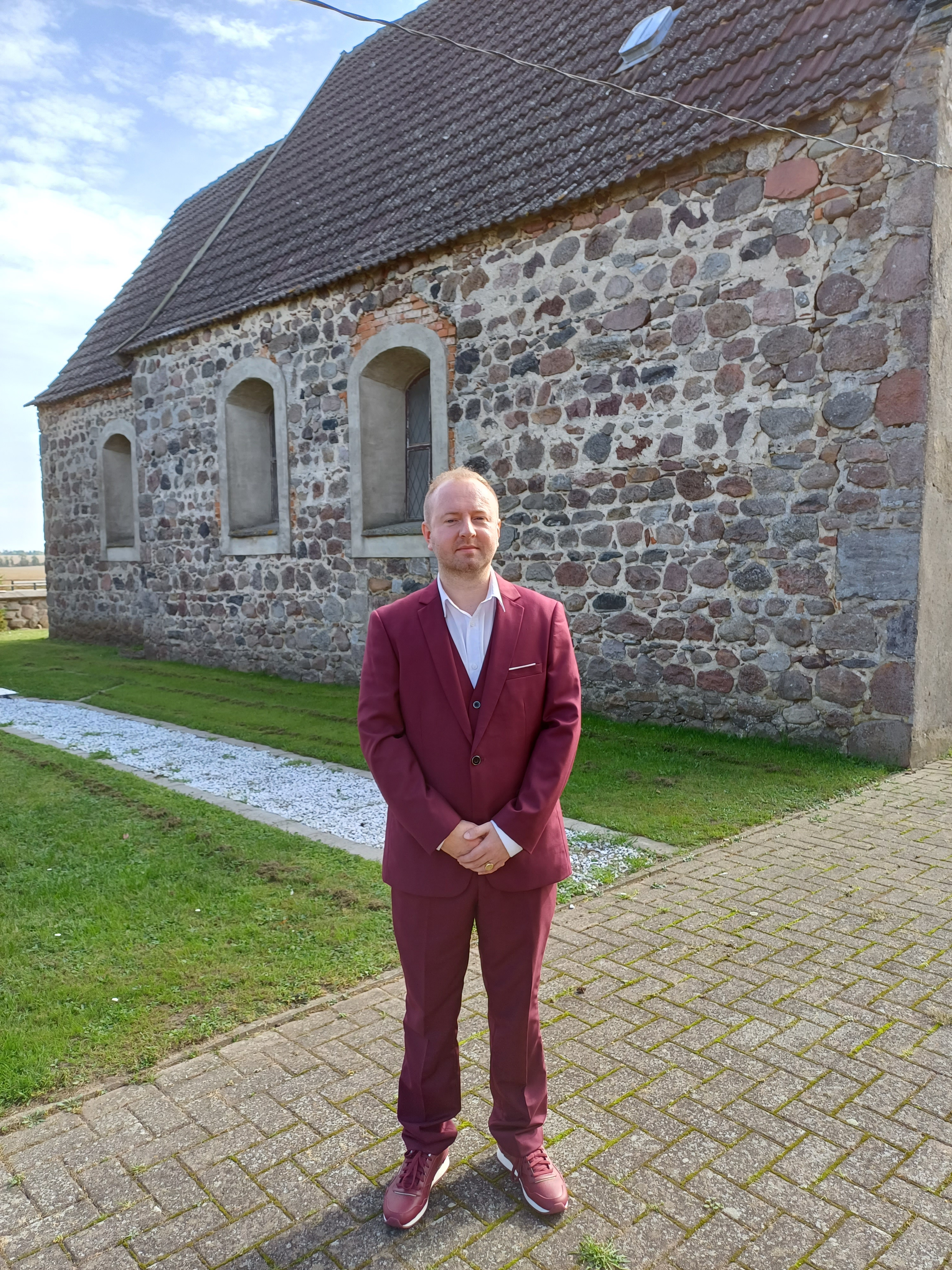
Nachfahr Architekt Jakub Marian Witecki vor der mittelalterlichen Kirche in Vietzen

Der Adlige Jan (Jakub) Wietcki / von Witzke (* 1631 in Nowy Wietc; † 1700 wahrscheinlich in Sokołowo Włościańskie) war Hofschenk (polnisch Cześnik – Adelstitel) von Ciechanów, Vizeökonom von Marienburg (Pommern) und 1696/97 Deputierter bei der Wahl Friedrich August I. Kurfürst von Sachsen zum August II. König von Polen.
Ihm gehörte auch ein Dorf bei Ciechanów (Sokołowo Włościańskie) in Masowien, dort stimme er 1696 bei der Königswahl für August den Starken.
Jan Wietcki kämpfte 1683 mit seinem Sohn Adam Wietcki (Husarenkapitän) unter dem polnischen König Johann III. Sobieski bei der Belagerung Wiens gegen die Osmanische Armee. Er hatte angeblich in der Kapelle in seinem Dorf geschworen, dass er eine Kirche hier bauen werde, wenn er lebend wiederkomme, und 4 Jahre später, als er aus Wien wiederkam, ließ er tatsächlich in seinem neuen Dorf die Kirche bauen bzw. fertigstellen.
Die Holzkirche existiert (umgebaut) noch heute im Dorf Sokołowo Włościańskie (in der Kirche befindet sich sein Familienwappen und auf einem Balken ist die Jahreszahl 1687 dargestellt).
Er wurde auf Nowy Wietc in den Jahren 1632–1690 erwähnt, somit lebte er später hauptsächlich auf seinem neuen Gut, in dessen Region er dann auch später wählte und höchstwahrscheinlich starb. Im bekanntesten polnischen Wappenbuch/Adelslexikon vom Autor Niesiecki (Herbarz Polski Kaspra Niesieckiego) werden die von Witzke mit der polnischen Variante Wietcki vom polnischen Adelswappen Leliwa (später eigenes Wappen: Wietcki) bezeichnet, dort ist auch Jan Wietcki erwähnt. Auf seinem Porträt ist die Rüstung sichtbar (mit dem von Witzke Wappen).
Im Kreis Lipno (Kujawien-Pommern), wo mehrere Nachfahren der Familie nachweislich lebten, existiert noch ein Notariatsakt aus dem Gericht von Bobrowniki. Das in lateinischer Sprache verfasste Dokument beinhaltet folgende Informationen:
Der Adlige Adam Wie(t)cki wurde im Jahr 1694 in den Akten des Gerichts in Bobrowniki (Powiat Lipnowski, 18 km südwestlich von Lipno) gemeinsam mit dem Adligen Stefan Jerzy Grąbczewski erwähnt.
Stefan Jerzy Grąbczewski verkaufte in diesem Dokument, seinen Anteil in Stary Wietc an Adam Wietcki (Im polnischen Adelslexikon ist erwähnt, dass das Adelsgeschlecht Grąbczewski (Grombczewski) Besitz in Wietc hatte. Es wird dort auch erwähnt das Stefan Jerzy Grąbczewski keine Kinder hatte und selbst schon zur Linie der Familie Grąbczewski aus dem Dobriner Land (polnisch Ziemia Dobrzyńska – die größte Stadt im Dobriner Land ist Lipno) gehörte).
Im Jahr 1648 wurde zuletzt Adams Großvater der Adlige Michael Witko Wietecki (Schreibweise Wietecki phonetisch gleich Witecki) auf dem alten Rittergut Stary Wietc als einer der Eigentümer erwähnt.
Aufgrund der hohen Anzahl an Nachkommen in den Generationen breitete sich das Adelsgeschlecht nachweislich in mehreren Linien nach Masowien, ins südliche Polen und nach Kujawien-Pommern (Rywałd, Konojady, Grzybno, Mrocza, Rypin und Lipno) aus.
Die Hauptlinie hingegen blieb durchgehend bis ins 20. Jahrhundert auf dem alten Rittergut Nowy Wiec und in den umliegenden Orten. Nach der 1. Teilung Polens 1772, wurde das polnische Königliche Preußen (inkl. Neu-Fietz) an Preußen angeschlossen und das Adelsgeschlecht wurde seitdem auch zum Preußischen Adel gezählt.

## Nachfahren

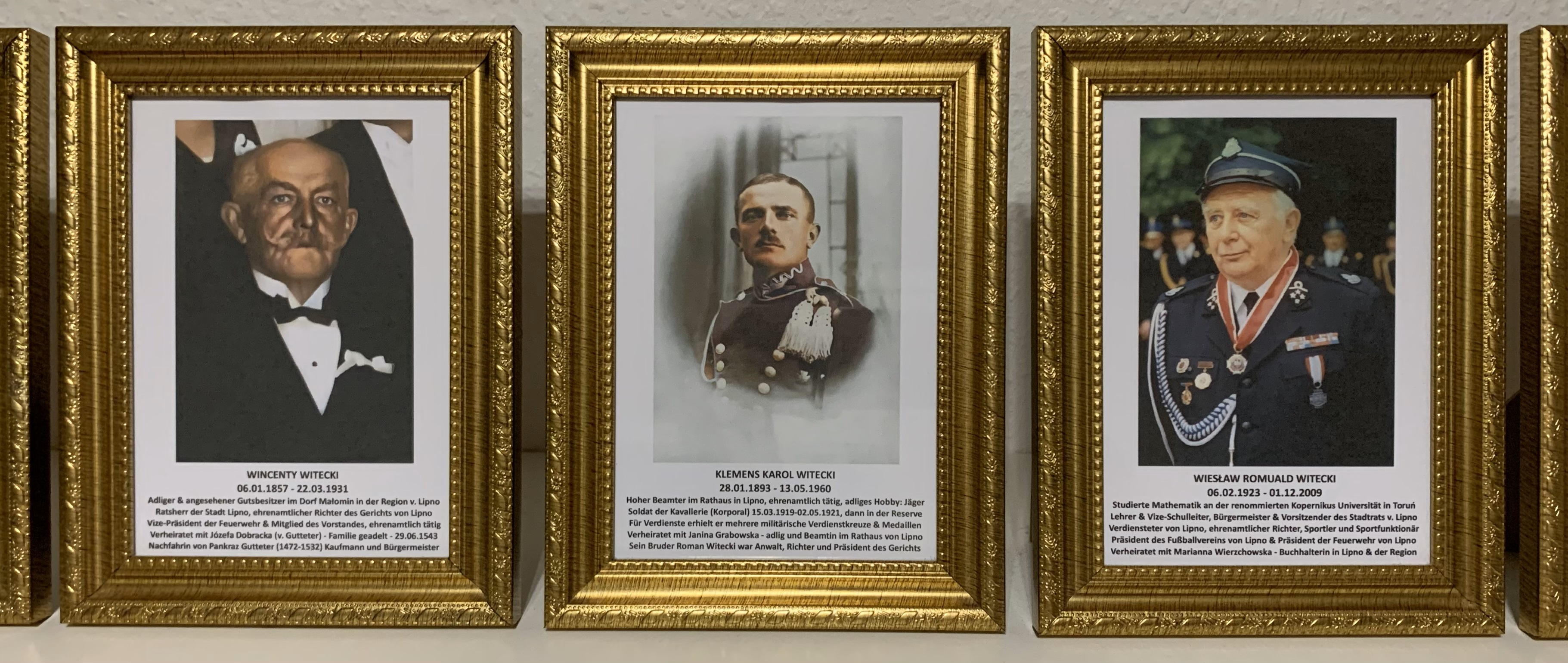
Wincenty Witecki mit Sohn & Enkel: Klemens Witecki & Wiesław Witecki

Das weit verzweigte Adelsgeschlecht kommt ursprünglich aus Sachsen-Anhalt und später aus Pommern und Mecklenburg-Vorpommern (Rügen). Es hat sich zeitweise über Schweden und Dänemark und zurück nach Pommern (Tczew und Rittergut Nowy Wietc) und u. a. nach Kujawien-Pommern (Lipno) ausgebreitet. Die Angehörigen standen als Ritter, Ratsherren und Adlige im Dienste der Herzöge von Pommern u. a. in Tczew (deutsch Dirschau), der Fürsten von Rügen, des Deutschen Ritterordens, sowie der Könige von Polen, Schweden, Dänemark und Preußen. Die Nachfahren leben in Polen und Deutschland und besitzen die Zugehörigkeit zum Polnischen Adel und zum Deutschen Adel.
Zu den Nachfahren zählt der Hamburger Architekt Jakub Marian Witecki, der in rein männlicher Linie von dem Adelsgeschlecht abstammt. Sein Großvater Wiesław Romuald Witecki, dessen männliche Vorfahren in der Stadt Lipno zum Polnischen Ritteradel gehörten, Land besaßen und im Rathaus und Gericht tätig waren, hat zu den angesehensten Bürgern der Stadt Lipno gehört. Ihm zu Ehren finden jährlich mehrere Sportveranstaltungen statt, die nach ihm benannt sind und auch das Fußballstadion der Stadt Lipno trägt seinen Namen als Wiesław Witecki Stadion.

## Adelswappen
Ursprünglich wurden im Schild der Wolf (Siegel von 1374), nach dem Zweiten Frieden von Thorn 1466 Halbmond (polnisch księżyc) und drei Sterne (polnisch trzy gwiazdy)  und später auch beide Embleme im geteilten Schild geführt.
Der geteilte Schild und der Doppelname „von Witzke-Wie(t)cki/Wi(e)tecki“ sind ein Spiegelbild der deutschen und polnischen Vergangenheit ihrer pommerischen Heimat. Im geteilten Schild oben in Gold ein roter Wolf, unten in Blau über goldenem Halbmond drei goldene Sterne und auf gekröntem Helm mit blau-goldener Decke drei blaue Straußenfedern, belegt mit einem goldenen Hufeisen.